# Xiao Ke

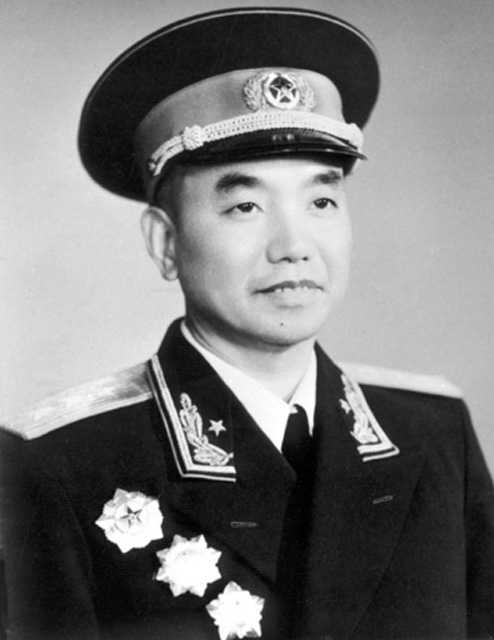
Xiao Ke

Xiao Ke (蕭克 / 萧克,  Xiāo Kè) (* 14. Juli 1907 im Kreis Jiahe, Hunan; † 24. Oktober 2008 in Peking) war ein chinesischer General. Er kommandierte unter anderem die Sechste Gruppe der Roten Armee während des Langen Marsches 1934/35. Der Generalsrang wurde ihm 1955 verliehen. Er amtierte zweimal als stellvertretender Verteidigungsminister. Xiao ist auch als Autor und Herausgeber militärischer Werke hervorgetreten.